# Leucania compta
Leucania compta là một loài bướm đêm trong họ Noctuidae.